# Tortosendo
Tortosendo es una freguesia portuguesa del concelho de Covilhã, en el distrito de Castelo Branco con 19,23 km² de superficie y 5.624 habitantes (2011). Su densidad de población es de 292,5 hab/km².
Tortosendo se encuentra a 7 km de la cabecera del concelho, en la vertiente sudoeste de la Serra da Estrela, a una altitud de 570 metros. Citada por primera vez en un documento de 1186, ascendió a la categoría de vila por decreto de 11 de agosto de 1927. Ese mismo año se inauguró la red eléctrica, adelanto que impulsó la tradicional industria textil de la localidad, dotándola de una prosperidad que se prolongó hasta mediados de la década de los cincuenta, llegando a tener hasta veinte fábricas del ramo, que empleaban a varios centenares de personas.